# Edition Peters
Edition Peters ursprungligen C. F. Peters Musikverlag är ett tyskt musikförlag, uppkallat efter bokhandlare Carl Friedrich Peters, som 1814 inköpte ett av Franz Anton Hoffmeister och Ambrosius Kühnel i Leipzig grundat musikförlag.
1867 påbörjade firmans dåvarande innehavare Max Abraham utgivandet av den prisbilliga Edition Peters, som vann en vidsträckt spridning. Den omfattade arbeten från klassiker till moderna kompositörer.